# Vareš
Vareš è un comune della Federazione di Bosnia ed Erzegovina situato nel Cantone di Zenica-Doboj con 9.556 abitanti al censimento 2013.
Dista 45 km da Sarajevo, nella valle del fiume Stavnja.

## Località
Il comune è formato dall'insieme delle seguenti località:
Bijelo Borje, Blaža, Borovica Donja, Borovica Gornja, Borovičke Njive, Brda, Brezik, Brgule, Budoželje, Čamovine, Ćeće, Dabravine, Daštansko, Debela Međa, Diknjići, Dragovići, Draževići, Duboštica, Hodžići, Ivančevo, Javornik, Kadarići, Karići, Kokoščići, Kolovići, Kopališta, Kopijari, Krčevine, Kunosići, Letevci, Ligatići, Luke, Ljepovići, Mijakovići, Mir, Mižnovići, Mlakve, Naseoci, Neprivaj, Oćevija, Okruglica, Orah, Osoje, Osredak, Ostrlja, Pajtov Han, Pajtovići, Planinica, Pobilje, Podjavor, Pogar, Položac, Poljanice, Pomenići, Pržići, Pržići Kolonija, Radonjići, Radoševići, Ravne, Rokoč, Samari, Semizova Ponikva, Seoci, Sjenokos, Slavin, Sršljenci, Strica, Striježevo, Stupni Do, Šikulje, Tisovci, Toljenak, Tribija, Vareš, Vareš Majdan, Vijaka Donja, Vijaka Gornja, Višnjići, Zabrezje, Zaruđe, Zubeta, Zvijezda, Žalja i Žižci.

## Monumenti e luoghi di interesse
- Chiesa dell'Intercessione della Santa Vergine